# Anton Karačanakov
Anton Atanasov Karačanakov (in bulgaro Антон Атанасов Карачанаков?, traslitterazione anglosassone: Anton Karachanakov; Novo Delčevo, 17 gennaio 1992) è un calciatore bulgaro, centrocampista del Vihren Sandanski.

## Caratteristiche tecniche
Destro di piede, gioca spesso sulla fascia sinistra per sfruttare il suo tiro potente e preciso; è agile e abile nell'uno contro uno.

## Carriera

### Club

#### Giovanili, Blagoevgrad e poi CSKA Sofia
Inizia a dare i primi calci al pallone nel 2003, militando per il club della sua città natìa, il Vihren Sandanski. All'età di 14 anni viene acquistato dal Blagoevgrad dove, in quattro anni, fa tutta la trafila fino alla prima squadra: l'esordio arriva il 26 febbraio 2011 in occasione del match di campionato con il Černo More. La sua prima rete in carriera la realizza il 12 marzo durante il big match con il Liteks Loveč, che comunque rimonterà la partita vincendo per 2 a 1; in quell'occasione rimedia anche la sua prima ammonizione, in carriera, da calciatore professionista. Il 14 maggio realizza la sua prima doppietta in carriera, durante il match di campionato con l'Akademik Sofija terminato con il risultato di 6 a 0 in favore dei biancoverdi. Concluderà la sua prima esperienza, in un club professionista, con 14 partite giocate e 4 gol segnati nonostante la retrocessione del club di Blagoevgrad in B Profesionalna Futbolna Grupa, la Serie B bulgara.

##### Stagione 2011-2012
Il 20 giugno viene tesserato dal CSKA Sofia, grazie al mancato rinnovo del contratto con la squadra di Blagoevgrad appena retrocessa. Il 26 settembre debutta in campionato con i  Soldati, in occasione del match in programma con il Vidima-Rakovski Sevlievo. Il 22 marzo 2012 mette a segno la sua prima rete in stagione, con la maglia del CSKA Sofia, durante il derby con il Lokomotiv Sofia.

### Nazionale
Dal 2011 milita in Under-21 dove ha giocato una sola partita, realizzando anche una rete in quell'occasione.

## Palmarès

### Club

#### Competizioni nazionali
- Supercoppa di Bulgaria: 1

CSKA Sofia: 2011